# Tournoi de tennis de Dallas
Ne doit pas être confondu avec World Championship Tennis.
Le tournoi de Dallas (Texas, États-Unis) est un tournoi de tennis féminin du circuit professionnel WTA et masculin du circuit professionnel ATP.
La dernière édition féminine de l'épreuve datait de 1989. En 2011, une nouvelle organisation permet à la métropole de recevoir à nouveau les meilleures joueuses du circuit dans une compétition classée en catégorie « International ».
En 2013, le tournoi est retiré du calendrier WTA pour des raisons économiques.
Avec neuf titres (et deux finales perdues), Martina Navrátilová y détient le record de victoires en simple.
Les éditions masculines ont été organisées en 1970 (uniquement en simple) et 1971 (en simple et en double). Depuis 1998 (sauf en 2000), un tournoi masculin du circuit Challenger se déroule à Dallas en début d'année sur dur intérieur.
D'autres tournois de tennis du circuit ATP ont également été organisés à Dallas, les finales du circuit WCT et le Classic d'Atlanta en 1983.
Le 22 mars 2024, lors du dévoilement de son calendrier 2025, l'ATP annonce que le tournoi de Dallas sera promu au rang de tournoi ATP 500.

## Palmarès dames

### Simple
| No       | Date       | Nom et lieu du tournoi               | Catégorie      | Dotation       | Surface         | Vainqueure           | Finaliste           | Score             |                |
| -------- | ---------- | ------------------------------------ | -------------- | -------------- | --------------- | -------------------- | ------------------- | ----------------- | -------------- |
| 1        | 11-01-1964 | Dallas Indoor Invitation, Dallas     |                | NC             | Moquette (int.) | Nancy Richey         | Billie Jean Moffitt | 6-2, 7-5          | Tableau        |
| 2        | 26-04-1965 | Dallas Invitation, Dallas            |                | NC             | NC              | Nancy Richey         | Margaret Smith      | 6-1, 6-4          | Tableau        |
|          | 1966-1969  | Pas de tournoi                       | Pas de tournoi | Pas de tournoi | Pas de tournoi  | Pas de tournoi       | Pas de tournoi      | Pas de tournoi    | Pas de tournoi |
| Ère Open |            |                                      |                |                |                 |                      |                     |                   |                |
| 3        | 13-02-1970 | Maureen Connolly Memorial, Dallas    |                | 25 000 $       | Moquette (int.) | Margaret Smith Court | Billie Jean King    | 1-6, 6-3, 11-9    | Tableau        |
|          | 1971       | Pas de tournoi                       | Pas de tournoi | Pas de tournoi | Pas de tournoi  | Pas de tournoi       | Pas de tournoi      | Pas de tournoi    | Pas de tournoi |
| 4        | 06-03-1972 | Maureen Connolly Memorial, Dallas    | WT Pro Tour    | 32 775 $       | Moquette (int.) | Nancy Richey-Gunter  | Billie Jean King    | 7-62, 6-1         | Tableau        |
| 5        | 05-03-1973 | Maureen Connolly Memorial, Dallas    |                | 20 000 $       | Moquette (int.) | Virginia Wade        | Evonne Goolagong    | 6-4, 6-1          | Tableau        |
| 6        | 05-03-1974 | Maureen Connolly Memorial, Dallas    | VS Tour        | 50 000 $       | Moquette (int.) | Chris Evert          | Virginia Wade       | 7-5, 6-2          | Tableau        |
| 7        | 17-03-1975 | Maureen Connolly Memorial, Dallas    | VS Tour        | 75 000 $       | Moquette (int.) | Virginia Wade        | Martina Navrátilová | 2-6, 7-63, 4-3ab. | Tableau        |
| 8        | 15-03-1976 | Virginia Slims of Dallas, Dallas     |                | 75 000 $       | Moquette (int.) | Evonne Goolagong     | Martina Navrátilová | 6-1, 6-1          | Tableau        |
| 9        | 07-03-1977 | Virginia Slims of Dallas, Dallas     |                | 100 000 $      | Moquette (int.) | Sue Barker           | Terry Holladay      | 6-1, 7-6          | Tableau        |
| 10       | 06-03-1978 | Virginia Slims of Dallas, Dallas     |                | 100 000 $      | Moquette (int.) | Evonne Goolagong     | Tracy Austin        | 4-6, 6-0, 6-2     | Tableau        |
| 11       | 26-02-1979 | Avon Championships of Dallas, Dallas |                | 200 000 $      | Moquette (int.) | Martina Navrátilová  | Chris Evert         | 6-4, 6-4          | Tableau        |
| 12       | 03-03-1980 | Avon Championships of Dallas, Dallas |                | 150 000 $      | Moquette (int.) | Martina Navrátilová  | Evonne Goolagong    | 6-3, 6-2          | Tableau        |
| 13       | 09-03-1981 | Avon Championships of Dallas, Dallas |                | 200 000 $      | Moquette (int.) | Martina Navrátilová  | Pam Shriver         | 6-2, 6-4          | Tableau        |
| 14       | 08-03-1982 | Avon Championships of Dallas, Dallas | Champ’s        | 200 000 $      | Moquette (int.) | Martina Navrátilová  | Mima Jaušovec       | 6-3, 6-2          | Tableau        |
| 15       | 07-03-1983 | Virginia Slims of Dallas, Dallas     |                | 150 000 $      | Moquette (int.) | Martina Navrátilová  | Chris Evert         | 6-4, 6-0          | Tableau        |
| 16       | 19-03-1984 | Virginia Slims of Dallas, Dallas     | VS Tour C3     | 150 000 $      | Moquette (int.) | Hana Mandlíková      | Kathy Jordan        | 7-6, 3-6, 6-1     | Tableau        |
| 17       | 11-03-1985 | Virginia Slims of Dallas, Dallas     |                | 150 000 $      | Moquette (int.) | Martina Navrátilová  | Chris Evert         | 6-3, 6-4          | Tableau        |
| 18       | 10-03-1986 | Virginia Slims of Dallas, Dallas     |                | 250 000 $      | Moquette (int.) | Martina Navrátilová  | Chris Evert         | 6-2, 6-1          | Tableau        |
| 19       | 16-03-1987 | Virginia Slims of Dallas, Dallas     |                | 250 000 $      | Moquette (int.) | Chris Evert          | Pam Shriver         | 6-1, 6-3          | Tableau        |
| 20       | 08-02-1988 | Virginia Slims of Dallas, Dallas     | Tier III       | 250 000 $      | Moquette (int.) | Martina Navrátilová  | Pam Shriver         | 6-0, 6-3          | Tableau        |
| 21       | 18-09-1989 | Virginia Slims of Dallas, Dallas     | Tier III       | 250 000 $      | Moquette (int.) | Martina Navrátilová  | Monica Seles        | 7-6, 6-3          | Tableau        |
|          | 1990-2010  | Pas de tournoi                       | Pas de tournoi | Pas de tournoi | Pas de tournoi  | Pas de tournoi       | Pas de tournoi      | Pas de tournoi    | Pas de tournoi |
| 22       | 22-08-2011 | Texas Tennis Open, Dallas            | Intern'l       | 220 000 $      | Dur (ext.)      | Sabine Lisicki       | Aravane Rezaï       | 6-2, 6-1          | Tableau        |
| 23       | 19-08-2012 | Texas Tennis Open, Dallas            | Intern'l       | 220 000 $      | Dur (ext.)      | Roberta Vinci        | Jelena Janković     | 7-5, 6-3          | Tableau        |

### Double
| No       | Date       | Nom et lieu du tournoi               | Catégorie      | Dotation       | Surface         | Vainqueures                                | Finalistes                        | Score          |                |
| -------- | ---------- | ------------------------------------ | -------------- | -------------- | --------------- | ------------------------------------------ | --------------------------------- | -------------- | -------------- |
| 1        | 26-04-1965 | Dallas Invitation Dallas             |                | NC             | NC              | Margaret Smith Lesley Turner               | Nancy Richey Carole Caldwell      | 6-4, 6-4       | Tableau        |
|          | 1966-1969  | Pas de tournoi                       | Pas de tournoi | Pas de tournoi | Pas de tournoi  | Pas de tournoi                             | Pas de tournoi                    | Pas de tournoi | Pas de tournoi |
| Ère Open |            |                                      |                |                |                 |                                            |                                   |                |                |
| 2        | 13-02-1970 | Maureen Connolly Memorial Dallas     |                | 25 000 $       | Moquette (int.) | Rosie Casals Billie Jean King              | Mary-Ann Eisel Patti Hogan        | 10-8, 6-3      | Tableau        |
|          | 1971       | Pas de tournoi                       | Pas de tournoi | Pas de tournoi | Pas de tournoi  | Pas de tournoi                             | Pas de tournoi                    | Pas de tournoi | Pas de tournoi |
| 3        | 06-03-1972 | Maureen Connolly Memorial Dallas     | WT Pro Tour    | 32 775 $       | Moquette (int.) | Rosie Casals Billie Jean King              | Judy Tegart-Dalton Françoise Dürr | 6-3, 4-6, 7-5  | Tableau        |
| 4        | 05-03-1973 | Maureen Connolly Memorial Dallas     |                | 20 000 $       | Moquette (int.) | Evonne Goolagong Janet Young               | Gail Sherriff Virginia Wade       | 6-3, 6-2       | Tableau        |
| 5        | 05-03-1974 | Maureen Connolly Memorial Dallas     | VS Tour        | 50 000 $       | Moquette (int.) | María-Isabel Fernández Martina Navrátilová | Karen Krantzcke Virginia Wade     | 6-3, 3-6, 6-3  | Tableau        |
| 6        | 17-03-1975 | Maureen Connolly Memorial Dallas     | VS Tour        | 75 000 $       | Moquette (int.) | Françoise Dürr Betty Stöve                 | Julie Anthony Mona Schallau       | 7-6, 6-2       | Tableau        |
| 7        | 15-03-1976 | Virginia Slims of Dallas Dallas      |                | 75 000 $       | Moquette (int.) | Mona Guerrant Ann Kiyomura                 | Marita Redondo Greer Stevens      | 6-3, 4-6, 6-4  | Tableau        |
| 8        | 07-03-1977 | Virginia Slims of Dallas Dallas      |                | 100 000 $      | Moquette (int.) | Martina Navrátilová Betty Stöve            | Kerry Reid Greer Stevens          | 6-2, 6-4       | Tableau        |
| 9        | 06-03-1978 | Bridgestone doubles of Dallas Dallas |                | 100 000 $      | Moquette (int.) | Martina Navrátilová Anne Smith             | Evonne Goolagong Betty Stöve      | 6-3, 7-6       | Tableau        |
| 10       | 26-02-1979 | Avon Championships of Dallas Dallas  |                | 200 000 $      | Moquette (int.) | Martina Navrátilová Anne Smith             | Chris Evert Rosie Casals          | 7-6, 6-2       | Tableau        |
| 11       | 03-03-1980 | Avon Championships of Dallas Dallas  |                | 150 000 $      | Moquette (int.) | Billie Jean King Martina Navrátilová       | Rosie Casals Wendy Turnbull       | 4-6, 6-3, 6-3  | Tableau        |
| 12       | 09-03-1981 | Avon Championships of Dallas Dallas  |                | 200 000 $      | Moquette (int.) | Martina Navrátilová Pam Shriver            | Kathy Jordan Anne Smith           | 7-5, 6-4       | Tableau        |
| 13       | 08-03-1982 | Avon Championships of Dallas Dallas  | Champ’s        | 200 000 $      | Moquette (int.) | Martina Navrátilová Pam Shriver            | Billie Jean King Ilana Kloss      | 6-4, 6-4       | Tableau        |
| 14       | 07-03-1983 | Virginia Slims of Dallas Dallas      |                | 150 000 $      | Moquette (int.) | Martina Navrátilová Pam Shriver            | Rosie Casals Wendy Turnbull       | 6-3, 6-2       | Tableau        |
| 15       | 19-03-1984 | Virginia Slims of Dallas Dallas      | VS Tour C3     | 150 000 $      | Moquette (int.) | Leslie Allen Anne White                    | Sandy Collins Elizabeth Sayers    | 6-4, 5-7, 6-2  | Tableau        |
| 16       | 11-03-1985 | Virginia Slims of Dallas Dallas      |                | 150 000 $      | Moquette (int.) | Barbara Potter Sharon Walsh                | Marcella Mesker Pascale Paradis   | 5-7, 6-4, 7-6  | Tableau        |
| 17       | 10-03-1986 | Virginia Slims of Dallas Dallas      |                | 250 000 $      | Moquette (int.) | Claudia Kohde-Kilsch Helena Suková         | Hana Mandlíková Wendy Turnbull    | 4-6, 7-5, 6-4  | Tableau        |
| 18       | 16-03-1987 | Virginia Slims of Dallas Dallas      |                | 250 000 $      | Moquette (int.) | Mary Lou Piatek Anne White                 | Elise Burgin Robin White          | 7-5, 6-3       | Tableau        |
| 19       | 08-02-1988 | Virginia Slims of Dallas Dallas      | Tier III       | 250 000 $      | Moquette (int.) | Lori McNeil Eva Pfaff                      | Gigi Fernández Zina Garrison      | 2-6, 6-4, 7-5  | Tableau        |
| 20       | 18-09-1989 | Virginia Slims of Dallas Dallas      | Tier III       | 250 000 $      | Moquette (int.) | Mary Joe Fernández Betsy Nagelsen          | Elise Burgin Rosalyn Fairbank     | 7-6, 6-3       | Tableau        |
|          | 1990-2010  | Pas de tournoi                       | Pas de tournoi | Pas de tournoi | Pas de tournoi  | Pas de tournoi                             | Pas de tournoi                    | Pas de tournoi | Pas de tournoi |
| 21       | 22-08-2011 | Texas Tennis Open Dallas             | Intern'l       | 220 000 $      | Dur (ext.)      | Alberta Brianti Sorana Cîrstea             | Alizé Cornet Pauline Parmentier   | 7-5, 6-3       | Tableau        |
| 22       | 19-08-2012 | Texas Tennis Open Dallas             | Intern'l       | 220 000 $      | Dur (ext.)      | Marina Erakovic Heather Watson             | Līga Dekmeijere Irina Falconi     | 6-3, 6-0       | Tableau        |

## Palmarès messieurs

### Simple
| No | Date       | Nom et lieu du tournoi                     | Catégorie      | Dotation       | Surface         | Vainqueur            | Finaliste          | Score             |                |
| -- | ---------- | ------------------------------------------ | -------------- | -------------- | --------------- | -------------------- | ------------------ | ----------------- | -------------- |
| 1  | 20-04-1970 | Dallas WCT, Dallas                         |                | NC $           | Moquette (int.) | Andrés Gimeno        | Roy Emerson        | 6-2, 6-3, 6-2     |                |
| 2  | 03-05-1971 | Dallas WCT, Dallas                         |                | NC $           | Moquette (int.) | John Newcombe        | Arthur Ashe        | 7-6, 6-4          |                |
|    | 1972-1997  | Pas de tournoi                             | Pas de tournoi | Pas de tournoi | Pas de tournoi  | Pas de tournoi       | Pas de tournoi     | Pas de tournoi    | Pas de tournoi |
| 3  | 28-09-1998 | Challenger of Dallas, Dallas               | Challenger     | 50 000 $       | Dur (ext.)      | Daniel Nestor        | Cristiano Caratti  | 6-1, 6-2          |                |
| 4  | 11-10-1999 | Challenger of Dallas, Dallas               | Challenger     | 37 500 $       | Dur (ext.)      | André Sá             | Jimy Szymanski     | 7-5, 4-6, 6-4     |                |
| 5  | 05-02-2001 | Challenger of Dallas, Dallas               | Challenger     | 50 000 $       | Dur (int.)      | Dmitri Toursounov    | Justin Bower       | 6-2, 6-4          |                |
| 6  | 28-01-2002 | Challenger of Dallas, Dallas               | Challenger     | 50 000 $       | Dur (int.)      | Jeff Morrison        | Martin Verkerk     | 6-4, 6-4          |                |
| 7  | 27-01-2003 | Challenger of Dallas, Dallas               | Challenger     | 50 000 $       | Dur (int.)      | Simon Greul          | Justin Gimelstob   | 6-3, 7-65         |                |
| 8  | 02-02-2004 | Challenger of Dallas, Dallas               | Challenger     | 50 000 $       | Dur (int.)      | Sébastien de Chaunac | Amer Delić         | 6-4, 7-63         |                |
| 9  | 07-02-2005 | Challenger of Dallas, Dallas               | Challenger     | 50 000 $       | Dur (int.)      | Michael Ryderstedt   | André Sá           | 62-7, 7-65, 6-2   |                |
| 10 | 06-02-2006 | Challenger of Dallas, Dallas               | Challenger     | 50 000 $       | Dur (int.)      | Kevin Kim            | Robert Kendrick    | 1-6, 6-4, 6-1     |                |
| 11 | 05-02-2007 | Challenger of Dallas, Dallas               | Challenger     | 50 000 $       | Dur (int.)      | Robert Kendrick      | Benedikt Dorsch    | 6-3, 6-4          |                |
| 12 | 28-01-2008 | Challenger of Dallas, Dallas               | Challenger     | 50 000 $       | Dur (int.)      | Amer Delić           | Stéphane Bohli     | 6-4, 7-5          |                |
| 13 | 02-02-2009 | Challenger of Dallas, Dallas               | Challenger     | 50 000 $       | Dur (int.)      | Ryan Sweeting        | Brendan Evans      | 6-4, 6-3          |                |
| 14 | 01-02-2010 | Challenger of Dallas, Dallas               | Challenger     | 50 000 $       | Dur (int.)      | Ryan Sweeting        | Carsten Ball       | 6-4, 6-2          |                |
| 15 | 28-01-2011 | YP Challenger of Dallas, Dallas            | Challenger     | 50 000 $       | Dur (int.)      | Alex Bogomolov       | Rainer Schüttler   | 7-65, 6-3         |                |
| 16 | 06-02-2012 | YP Challenger of Dallas, Dallas            | Challenger     | 100 000 $      | Dur (int.)      | Jesse Levine         | Steve Darcis       | 6-4, 6-4          |                |
| 17 | 04-02-2013 | Challenger of Dallas, Dallas               | Challenger     | 100 000 $      | Dur (int.)      | Rhyne Williams       | Robby Ginepri      | 7-5, 6-3          |                |
| 18 | 03-02-2014 | Challenger of Dallas, Dallas               | Challenger     | 100 000 $      | Dur (int.)      | Steve Johnson        | Malek Jaziri       | 6-4, 6-4          |                |
| 19 | 02-02-2015 | RBC Tennis Championships of Dallas, Dallas | Challenger     | 100 000 $      | Dur (int.)      | Tim Smyczek          | Rajeev Ram         | 6-4, 4-1, ab.     |                |
| 20 | 01-02-2016 | RBC Tennis Championships of Dallas, Dallas | Challenger     | 100 000 $      | Dur (int.)      | Kyle Edmund          | Daniel Evans       | 6-3, 6-2          |                |
| 21 | 30-01-2017 | RBC Tennis Championships of Dallas, Dallas | Challenger     | 125 000 $      | Dur (int.)      | Ryan Harrison        | Taylor Fritz       | 6-3, 6-3          |                |
| 22 | 29-01-2018 | RBC Tennis Championships of Dallas, Dallas | Challenger     | 125 000 $      | Dur (int.)      | Kei Nishikori        | Mackenzie McDonald | 6-1, 6-4          |                |
| 23 | 04-02-2019 | RBC Tennis Championships of Dallas, Dallas | Challenger     | 135 400 $      | Dur (int.)      | Mitchell Krueger     | Mackenzie McDonald | 4-6, 7-63, 6-1    |                |
| 24 | 03-02-2020 | RBC Tennis Championships of Dallas, Dallas | Challenger     | 108 320 $      | Dur (int.)      | Jurij Rodionov       | Denis Kudla        | 7-5, 7-610        |                |
|    | 2021       | Pas de tournoi                             | Pas de tournoi | Pas de tournoi | Pas de tournoi  | Pas de tournoi       | Pas de tournoi     | Pas de tournoi    | Pas de tournoi |
| 25 | 07-02-2022 | Dallas Open, Dallas                        | ATP 250        | 708 530 $      | Dur (int.)      | Reilly Opelka        | Jenson Brooksby    | 7-65, 7-63        | Tableau        |
| 26 | 06-02-2023 | Dallas Open, Dallas                        | ATP 250        | 737 170 $      | Dur (int.)      | Wu Yibing            | John Isner         | 64-7, 7-63, 7-612 | Tableau        |
| 27 | 05-02-2024 | Dallas Open, Dallas                        | ATP 250        | 756 020 $      | Dur (int.)      | Tommy Paul           | Marcos Giron       | 7-63, 5-7, 6-3    | Tableau        |
| 28 | 03-02-2025 | Dallas Open, Frisco                        | ATP 500        | 2 760 000 $    | Dur (int.)      | Denis Shapovalov     | Casper Ruud        | 7-65, 6-3         | Tableau        |

### Double
| No | Date       | Nom et lieu du tournoi                     | Catégorie      | Dotation       | Surface         | Vainqueurs                                | Finalistes                                    | Score             |                |
| -- | ---------- | ------------------------------------------ | -------------- | -------------- | --------------- | ----------------------------------------- | --------------------------------------------- | ----------------- | -------------- |
| 1  | 20-04-1970 | Dallas WCT, Dallas                         |                | NC $           | Moquette (int.) | Roy Emerson Warren Jacques                | Ken Rosewall Fred Stolle                      | 6-4, 6-8, 6-4     |                |
| 2  | 03-05-1971 | Dallas WCT, Dallas                         |                | NC $           | Moquette (int.) | Tom Okker Marty Riessen                   | Robert Lutz Charlie Pasarell                  | 6-3, 6-4          |                |
|    | 1972-1997  | Pas de tournoi                             | Pas de tournoi | Pas de tournoi | Pas de tournoi  | Pas de tournoi                            | Pas de tournoi                                | Pas de tournoi    | Pas de tournoi |
| 3  | 28-09-1998 | Challenger of Dallas, Dallas               | Challenger     | 50 000 $       | Dur (ext.)      | Jared Palmer Jonathan Stark               | Michael Hill Scott Humphries                  | 6-3, 6-4          |                |
| 4  | 11-10-1999 | Challenger of Dallas, Dallas               | Challenger     | 37 500 $       | Dur (ext.)      | Paul Kilderry Grant Silcock               | Mitch Sprengelmeyer Jason Weir-Smith          | 4-6, 6-3, 6-1     |                |
| 5  | 05-02-2001 | Challenger of Dallas, Dallas               | Challenger     | 50 000 $       | Dur (int.)      | Gavin Sontag Jerry Turek                  | Dušan Vemić Lovro Zovko                       | 3-6, 7-5, 7-5     |                |
| 6  | 28-01-2002 | Challenger of Dallas, Dallas               | Challenger     | 50 000 $       | Dur (int.)      | Giorgio Galimberti Frédéric Niemeyer      | Huntley Montgomery Brian Vahaly               | 7-61, 6-4         |                |
| 7  | 27-01-2003 | Challenger of Dallas, Dallas               | Challenger     | 50 000 $       | Dur (int.)      | Justin Gimelstob Scott Humphries          | Martín García Graydon Oliver                  | 7-67, 7-64        |                |
| 8  | 02-02-2004 | Challenger of Dallas, Dallas               | Challenger     | 50 000 $       | Dur (int.)      | Jordan Kerr Todd Perry                    | Rik De Voest Eric Taino                       | 7-5, 6-3          |                |
| 9  | 07-02-2005 | Challenger of Dallas, Dallas               | Challenger     | 50 000 $       | Dur (int.)      | Rik De Voest Giovanni Lapentti            | Ramón Delgado André Sá                        | 6-4, 6-4          |                |
| 10 | 06-02-2006 | Challenger of Dallas, Dallas               | Challenger     | 50 000 $       | Dur (int.)      | Rajeev Ram Bobby Reynolds                 | Mirko Pehar Dušan Vemić                       | 6-4, 6-3          |                |
| 11 | 05-02-2007 | Challenger of Dallas, Dallas               | Challenger     | 50 000 $       | Dur (int.)      | Eric Butorac Jamie Murray                 | Rajeev Ram Bobby Reynolds                     | 6-4, 64-7, [10-7] |                |
| 12 | 28-01-2008 | Challenger of Dallas, Dallas               | Challenger     | 50 000 $       | Dur (int.)      | Benedikt Dorsch Björn Phau                | Scott Lipsky David Martin                     | 6-4, 6-4          |                |
| 13 | 02-02-2009 | Challenger of Dallas, Dallas               | Challenger     | 50 000 $       | Dur (int.)      | Prakash Amritraj Rajeev Ram               | Patrick Briaud Jason Marshall                 | 6-3, 4-6, [10-8]  |                |
| 14 | 01-02-2010 | Challenger of Dallas, Dallas               | Challenger     | 50 000 $       | Dur (int.)      | Scott Lipsky David Martin                 | Vasek Pospisil Adil Shamasdin                 | 7-67, 6-3         |                |
| 15 | 28-01-2011 | YP Challenger of Dallas, Dallas            | Challenger     | 50 000 $       | Dur (int.)      | Scott Lipsky Rajeev Ram                   | Dustin Brown Björn Phau                       | 7-63, 6-4         |                |
| 16 | 06-02-2012 | YP Challenger of Dallas, Dallas            | Challenger     | 100 000 $      | Dur (int.)      | Chris Eaton Dominic Inglot                | Nicholas Monroe Jack Sock                     | 6-7, 6-4, [19-17] |                |
| 17 | 04-02-2013 | Challenger of Dallas, Dallas               | Challenger     | 100 000 $      | Dur (int.)      | Alex Kuznetsov Mischa Zverev              | Tennys Sandgren Rhyne Williams                | 6-4, 64-7, [10-5] |                |
| 18 | 03-02-2014 | Challenger of Dallas, Dallas               | Challenger     | 100 000 $      | Dur (int.)      | Sam Groth Chris Guccione                  | Ryan Harrison Mark Knowles                    | 6-4, 6-2          |                |
| 19 | 02-02-2015 | RBC Tennis Championships of Dallas, Dallas | Challenger     | 100 000 $      | Dur (int.)      | Denys Molchanov Andrey Rublev             | Hans Hach Verdugo Luis Patiño                 | 6-4, 7-65         |                |
| 20 | 01-02-2016 | RBC Tennis Championships of Dallas, Dallas | Challenger     | 100 000 $      | Dur (int.)      | Nicolas Meister Eric Quigley              | Sekou Bangoura Dean O'Brien                   | 6-1, 6-1          |                |
| 21 | 30-01-2017 | RBC Tennis Championships of Dallas, Dallas | Challenger     | 125 000 $      | Dur (int.)      | David O'Hare Joe Salisbury                | Jeevan Nedunchezhiyan Christopher Rungkat     | 6-7, 6-3, [11-9]  |                |
| 22 | 29-01-2018 | RBC Tennis Championships of Dallas, Dallas | Challenger     | 125 000 $      | Dur (int.)      | Jeevan Nedunchezhiyan Christopher Rungkat | Leander Paes Joe Salisbury                    | 6-4, 3-6, [10-7]  |                |
| 23 | 04-02-2019 | RBC Tennis Championships of Dallas, Dallas | Challenger     | 135 400 $      | Dur (int.)      | Marcos Giron Dennis Novikov               | Ante Pavić Ruan Roelofse                      | 6-4, 7-63         |                |
| 24 | 03-02-2020 | RBC Tennis Championships of Dallas, Dallas | Challenger     | 108 320 $      | Dur (int.)      | Dennis Novikov Gonçalo Oliveira           | Luis David Martínez Miguel Ángel Reyes-Varela | 6-3, 6-4          |                |
|    | 2021       | Pas de tournoi                             | Pas de tournoi | Pas de tournoi | Pas de tournoi  | Pas de tournoi                            | Pas de tournoi                                | Pas de tournoi    | Pas de tournoi |
| 25 | 07-02-2022 | Dallas Open, Dallas                        | ATP 250        | 708 530 $      | Dur (int.)      | Jean-Julien Rojer Marcelo Arévalo         | Lloyd Glasspool Harri Heliövaara              | 7-64, 6-4         | Tableau        |
| 26 | 06-02-2023 | Dallas Open, Dallas                        | ATP 250        | 737 170 $      | Dur (int.)      | Jamie Murray Michael Venus                | Nathaniel Lammons Jackson Withrow             | 1-6, 7-64, [10-7] | Tableau        |
| 27 | 05-02-2024 | Dallas Open, Dallas                        | ATP 250        | 756 020 $      | Dur (int.)      | Max Purcell Jordan Thompson               | William Blumberg Rinky Hijikata               | 6-4, 2-6, [10-8]  | Tableau        |
| 28 | 03-02-2025 | Dallas Open, Dallas                        | ATP 500        | 2 760 000 $    | Dur (int.)      | Christian Harrison Evan King              | Ariel Behar Robert Galloway                   | 7-64, 7-64        | Tableau        |